# Gustav Kálnoky
Gustav Sigmund Graf Kálnoky von Kőröspatak (ungarisch Gróf kőröspataki Kálnoky Gusztáv Zsigmond) (* 29. Dezember 1832 in Lettowitz, Mähren; † 13. Februar 1898 in Prödlitz, Mähren) war österreichisch-ungarischer Außenminister von 1881 bis 1895.

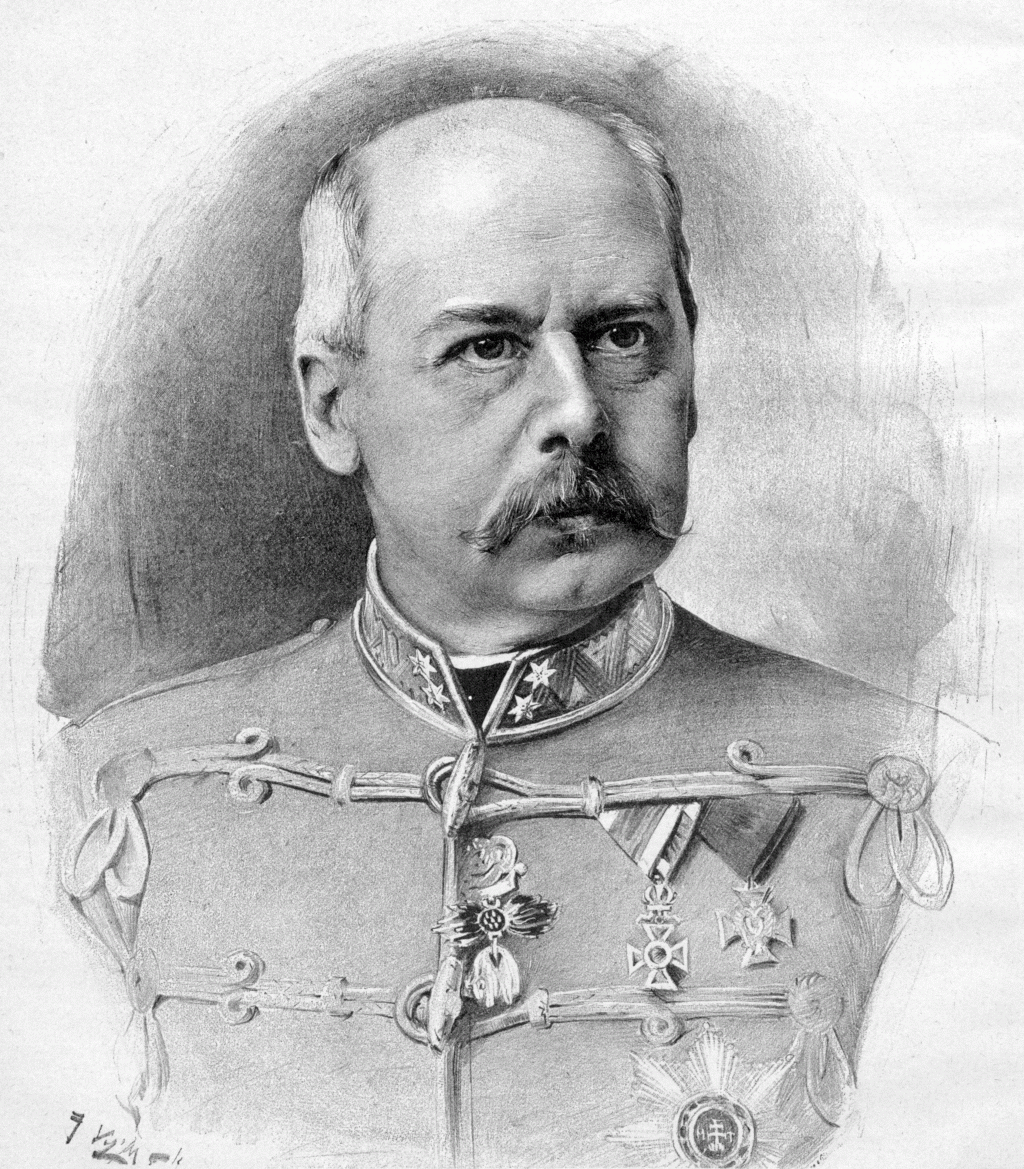
Graf Gustav Kálnoky (gezeichnet von Jan Vilímek)

## Leben
Aus einer ursprünglich siebenbürgischen Magnatenfamilie stammend, wurde er als viertes von elf Kindern von Gusztáv Jozsef Graf Kálnoky von Köröspatak (1799–1884) und Isabella Gräfin von Schrattenbach (1809–1875) auf Schloss Lettowitz geboren.
Kálnoky begann mit 17 Jahren die Laufbahn eines Kavallerieoffiziers und wurde Oberleutnant bei den Husaren. 1854 entschied er sich aber für eine diplomatische Laufbahn. Er war zuerst Attaché in München, 1857 in Berlin, 1860 bis 1870 Legationssekretär an der Botschaft in London. Anschließend als Botschaftsrat am Vatikan, wurde er 1874 Gesandter in Kopenhagen. 1879 erhielt er den Generalsrang verliehen. Im Sommer 1879 war er zuerst provisorisch und ab Jänner 1880 definitiv k.u.k. Botschafter in Sankt Petersburg. Hier wurde er zum Fachmann für Politik gegenüber Russland, eine Politik die seine spätere Laufbahn beherrschen sollte. Am Abschluss des Dreikaiserbündnisses von 1881, das einen vorübergehenden Ausgleich mit Russland in der Balkanfrage brachte, war er direkt beteiligt.
1887 wurde er von Kaiser Franz Joseph I. zum Ritter des Ordens vom Goldenen Vlies erhoben. Er war privat Fideikommissherr auf Lettowitz mit dem Gut Slatinka.
1897 wurde Kálnoky, vom Kaiser zum Mitglied des Herrenhauses des österreichischen Reichsrats berufen, verbrachte aber die meiste Zeit zurückgezogen auf dem von seiner Mutter geerbten Gut im mährischen Prödlitz.
Ab 20. November 1881 amtierte Kálnoky, als Nachfolger von Heinrich Karl von Haymerle, als Gemeinsamer k.u.k. Minister des kaiserlichen Hauses und des Äußeren. Er versuchte mit den Mitteln der Diplomatie die schwindende Großmachtstellung der Monarchie zu erhalten. Kálnoky wird als ruhiger, besonnener und vorsichtiger Diplomat beschrieben, als Meister der Defensive, versuchte er hingegen offensiv vorzugehen, gab es Fehlschläge.
Kálnoky war maßgeblich an der Konstruktion des Dreibundes beteiligt. Es gelang ihm, dem Zweibund spätestens nach der französisch-russischen Annäherung, zur Dominante der Berliner Politik zu machen. Neben Deutschland und Italien versuchte er auch Rumänien, Serbien, sowie Großbritannien (Mittelmeerabkommen 1887) als ein Gegengewicht zu Russland zumindest zu neutralisieren. Durch Stärkung der außenpolitischen Stellung der Habsburgermonarchie versuchte er einem Krieg mit Russland vorzubeugen. Dennoch war er stets um eine Ausgleichspolitik mit Russland bemüht. Er vermittelte in der Battenbergaffäre und der Bulgarienkrise (1885–1887) zwischen den mitteleuropäischen Mächten und den Balkanstaaten. Dabei erreichte er die Eindämmung des dominanten Einflusses des Zarenreiches auf Bulgarien. Sein Programm war, die Balkanstaaten nach Mitteleuropa zu orientieren und keine der Monarchie nachteilige Mächtekonstellation zuzulassen. Ohne eigene Gebietserweiterungen am Balkan versuchte Kálnoky behutsam russischen Einfluss in der Region, speziell Bulgarien, zurückzudrängen und wirtschaftliche Interessen zu wahren. Eine von Otto von Bismarck präferierte Teilung in Interessenszonen lehnte er ab.
Mit der ungarischen Regierung hatte er zunehmend staats- und kirchenpolitische sowie wirtschaftspolitische Differenzen. Am 16. Mai 1895 erzwang der ungarische Ministerpräsident Dezső Bánffy den Rücktritt Kálnokys als Außenminister, weil er dessen Balkanpolitik gegenüber Russland für zu schwach hielt. Ein anderer Grund war eine Affäre um die Einmischung des päpstlichen Nuntius in innere ungarische Angelegenheiten (Zivilehe), die zu einem Konflikt zwischen Kálnoky und Bánffy geführt hatte.